# Bessenbach
Bessenbach è un comune tedesco di 5 929 abitanti, situato nel land della Baviera.